# 圣马丹德卡拉尔普
圣马丹德卡拉尔普（法語：Saint-Martin-de-Caralp，法語發音：[sɛ̃ maʁtɛ̃ də kaʁalp]）是法国阿列日省的一个市镇，属于富瓦区。

## 地理
圣马丹德卡拉尔普（42°59'27"N, 1°32'42"E）面积9.16 平方千米，位于法国奧克西塔尼大區阿列日省，该省份为法国西南部内陆省份，西部和北部与上加龙省接壤，东临奥德省，东南至东比利牛斯省接壤，南与安道尔和西班牙接壤。
与圣马丹德卡拉尔普接壤的市镇（或旧市镇、城区）包括：博卢、卡达尔塞、科斯、滨河圣皮埃尔、阿尔热河畔塞尔。
圣马丹德卡拉尔普的时区为UTC+01:00、UTC+02:00（夏令时）。

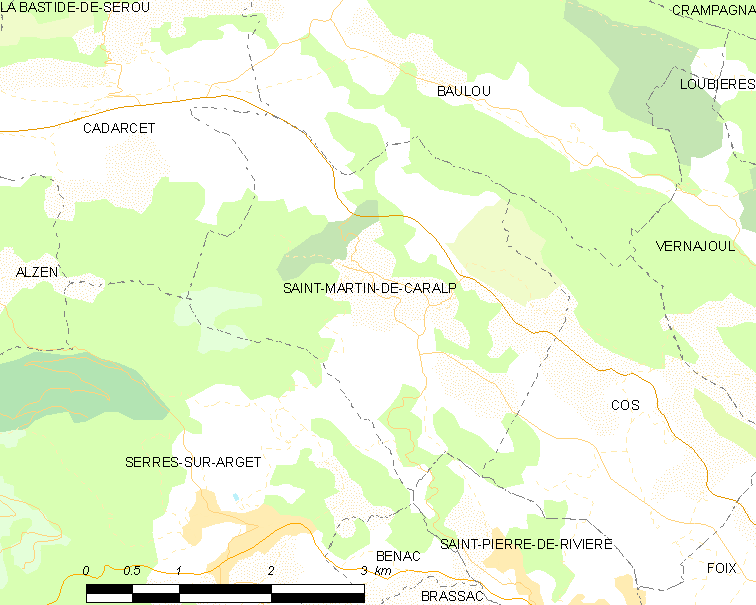
圣马丹德卡拉尔普的OSM定位图

## 行政
圣马丹德卡拉尔普的邮政编码为09000，INSEE市镇编码为09269。

## 政治
圣马丹德卡拉尔普所属的省级选区为阿列日河谷县。

## 人口

1962-2008年间圣马丹德卡拉尔普人口变化图示

圣马丹德卡拉尔普于2022年1月1日时的人口数量为375人。